# Demianka
Demianka - Демьянка (rus) - és un riu de Rússia, té una llargària de 1.160 km, és afluent per la dreta de l'Irtix, de la conca de l'Obi. Passa per les províncies d'Omsk i de Tiumén.

## Geografia
El riu Demianka neix a la regió dels aiguamolls de Vassiugan, al nord-est de l'óblast d'Omsk. Té el seu curs gairebé tot per una zona molt plana, pantanosa i coberta per la taiga, amb una orientació mitjana est - nord-est, sense travessar cap centre urbà d'importància.
Desemboca al riu Irtix, prop de la ciutat de Demiànskoie. Així com tots els rius siberians, té períodes llargs de gelades (sis mesos a l'any, des de finals d'octubre-novembre fins finals d'abril i començaments de maig), i grans extensions del sòl romanen permanentment congelades en profunditat. En arribar l'època del desglaç, inunda grans zones que es converteixen en aiguamolls o pantans.

## Afluents
Els seus afluents principals són, per la dreta, el riu Keum (354 km), i per l'esquerra els rius Tegus i Imguit.